# La Croix-sur-Ourcq
La Croix-sur-Ourcq település Franciaországban, Aisne megyében. Lakosainak száma 89 fő (2022. január 1.). La Croix-sur-Ourcq Armentières-sur-Ourcq, Bonnesvalyn, Breny, Grisolles, Latilly, Montgru-Saint-Hilaire és Rocourt-Saint-Martin községekkel határos.

## Népesség
A település népességének változása:
| Lakosok száma | 124  | 108  | 117  | 93   | 119  | 108  | 105  | 96   | 91   | 89   |
|               | 1968 | 1982 | 1990 | 2006 | 2013 | 2015 | 2017 | 2019 | 2020 | 2022 |